# پوتوک (روستا)
پوتوک (به بلغاری: Potok) یک منطقهٔ مسکونی در بلغارستان است که در شهرستان گابروو واقع شده‌است.